# Sōjin Kamiyama
Sōjin Kamiyama o solo Sōjin (上山 草人; 30 de enero de 1884  28 de julio de 1954) fue un actor de cine japonés. Apareció en más de 70 películas entre 1917 y 1954. Fue el tema de un documental para televisión de 1995 del director cinematográfico japonés Nobuhiro Suwa. Nació en Sendai, Japón y murió en Tokio. Su esposa era Uraji Yamakawa, también actriz.
Actor teatral, en 1919 se mudó a Estados Unidos con su esposa e hijo, trabajando como extra en películas de Hollywood, dándole relevancia su papel como el Príncipe Mongol de El ladrón de Bagdad (1924). Con el nombre artístico de Sojin, actuó en más de cuarenta films; nunca interpretó a un japonés, siendo la mayoría de sus papeles de villanos chinos. Sin embargo, con la llegada del cine sonoro, regresó a Japón porque no hablaba inglés.

## Filmografía seleccionada
- Patria (1917, Serie) - Él mismo
- El ladrón de Bagdad (1924) - El Príncipe mongol
- Zapatos suaves (1925) - Yet Tzu
- Este de Suez (1925) - Lee Tai
- Carne orgullosa (1925) - Wong
- El desierto blanco (1925) - Cocinero chino
- El errante (1925) - Sadyk the Jeweler (sin acreditar)
- Los labios de mi señora (1925)
- La bestia del mar (1926, adaptación muda de Moby Dick) - Fedallah
- El murciélago (1926) - Billy - el mayordomo
- La dama afortunada (1926) - Secretario de Garletz
- Hojas de Eva (1926) - Le Sing
- El camino a Mandalay (1926) - English Charlie Wing
- Diplomacia (1926) - Diplomático chino
- A través del Pacífico (1926)
- La dama del harén (1926) - Sultán
- El pirata del cielo (1926)
- Conducido desde casa (1927)
- Todos a bordo (1927) - Príncipe
- El rey de reyes (1927) - Príncipe de Persia
- El honorable señor Buggs (1927, Corto) - El ladrón
- Viejo San Francisco (1927) - Lu Fong (sin acreditar)
- Demonios extranjeros (1927) - Sacerdote Lama
- La decimotercera hora (1927) - Rol menor (sin acreditar)
- El loro chino (1927) - Charlie Chan
- El bailarín del diablo (1927) - Sadik Lama
- El barco embrujado (1927) - Bombay Charlie
- Calles de Shanghai (1927) - Fong Kiang
- El hombre sin cara (1928, serie)
- Algo siempre sucede (1928) - Chang-Tzo
- La ciudad carmesí (1928) - Sing Yoy
- Chinatown Charlie (1928) - El mandarín
- El nido del halcón (1928) - Él mismo
- Fuera con la marea (1928) - Chee Chee
- Contando el mundo (1928)
- Naves de la noche (1928) - Yut Sen
- Locura trópica (1928)
- Amor manchú (1929)
- El rescate (1929) - Daman
- Esclavitud de China (1929) - Ming Foy / Wing Foy / The Cobra
- Siete huellas a Satanás (1929) - Él mismo
- De vuelta de Shanghai (1929)
- Carreras (1929) - Tocador de biwa
- Madame X (1929) - Médico oriental (sin acreditar)
- La noche impía (1929) - El místico
- Rostros pintados (1929) - Propietario del café (sin acreditar)
- La muestra de espectáculos (1929) - Intérprete en el boceto '$ 20 Bet'
- Le spectre vert (1930)
- Amanecer dorado (1930) - flautista
- El tipo Wrangler (1930) - Wong
- Camino para un marinero (1930) - Propietario del burdel de Singapur (sin acreditar)
- Ai yo jinrui to tomo ni are - Zenpen: Nihon hen (1931) - Kôkichi Yamaguchi
- Ai yo jinrui to tomo ni are - Kohen: Beikoku hen (1931)
- Tôjin Okichi (1931)
- Satsueijo romansu, renai annai (1932)
- Riku no wakôdo (1932)
- Chûshingura - Zempen: Akahokyô no maki (1932)
- Chûshingura - Kôhen: Edo no maki (1932) - Kônosuke Kira
- Chûshingura (1932) - Kozukenosuke Kira
- Kanraku no yo wa fukete (1934)
- Yotamono to komachimusume (1935) - Kaheiji
- Maihime no koyomi (1935)
- Dansei tai josei (1936) - Hikoma Okakura
- Hitozuma tsubaki (1936)
- Akanishi Kakita (1936) - Aki
- Hanayome karuta (1937) - Adivino
- Konjiki yasha (1937) - Naoyuki Wanibuchi
- Hitozuma shinju (1938) - Kenzô
- Kokumin no chikai (1938)
- Gonin no kyodai (1939) - Kiyooka
- Utau noriai basha (1939) - Matsuzô
- Mazushiki mono no kofuku (1939) - Sakuzo Nakata
- Musume tazunete sanzen-ri (1940) - Popeye no Genzô
- Kurama Tengu (1942) - Jacob
- Kaizokuki futtobu (1943)
- Kokusai mitsuyu-dan (1944)
- Ôedo no oni (1947)
- Ryûgantô no himitsu (1950)
- Muteki (1952)
- Los siete samuráis (1954) - el músico ciego
- Samurai I: Musashi Miyamoto (1954)